# Pteris medogensis
Pteris medogensis är en kantbräkenväxtart som beskrevs av Ren-Chang Ching och S. K. Wu. Pteris medogensis ingår i släktet Pteris och familjen Pteridaceae. Inga underarter finns listade.